# Gary, Indiana
För andra betydelser, se Gary.
Gary är en stad i den amerikanska delstaten Indiana med en yta av 148,3 km² och ett invånarantal på cirka 100 000 invånare (2003). 
Staden grundades 1906 av US Steel Corporation och växte snabbt till en betydande industristad. Den är uppkallad efter Elbert Henry Gary. Här fanns 1930 världens största stålverk.
Cirka 84 procent av stadens invånare är afroamerikaner, vilket innebär att Gary är den stad i USA som har den största andelen afroamerikaner. Av befolkningen lever cirka 26 procent under fattigdomsgränsen. 
Staden är belägen vid Lake Michigan i den nordvästligaste delen av Indiana, cirka 190 km nordväst om delstatshuvudstaden Indianapolis och kan sägas vara en direkt förort till Chicago.
Sommaren 2009 avled under loppet av mindre än en vecka två mycket kända personer som vuxit upp i Gary: Michael Jackson 25 juni och Karl Malden 1 juli.

## Kända personer
- Sasha Grey, skådespelare
- Frank Borman, astronaut – Apollo 8
- Michael Jackson, musiker, skådespelare, producent, koreograf, sångare
- Karl Malden, skådespelare
- Paul Samuelson, ekonom, mottagare av Sveriges Riksbanks pris i ekonomisk vetenskap till Alfred Nobels minne 1970
- Joseph E Stiglitz, ekonom, mottagare av Sveriges Riksbanks pris i ekonomisk vetenskap till Alfred Nobels minne 2001
- Freddie Gibbs, rappare